# Грауэль, Эрхард
Эрхард Грауэль (нем. Erhard Grauel; 8 июня 1910, Лангензальца, Германская империя — 4 мая 2005, Дюссельдорф, Германия) — штурмбаннфюрер СС, командир части айнзацкоманды 2, входившей в состав айнзацгруппы A.

## Биография
Эрхард Грауэль родился 8 июня 1910 года в семье арендатора столовой. Посещал различные гимназии и в 1929 году сдал экзамены на аттестат зрелости. Впоследствии изучал в течение нескольких семестров филологию, историю и географию. Весной 1932 прервал обучение и помогал заболевшему отцу вести дела в железнодорожной компании «Maxhütte» под Регенсбургом.
1 апреля 1933 года вступил в НСДАП (билет № 1682886) и Штурмовые отряды (СА). 15 июня 1933 года был зачислен в ряды СС (№ 80793). 1 ноября 1935 года был принят в аппарат СД в Регенсбурге. По собственному желанию был переведён в Вюрцбург. В Вюрцбурге, помимо службы в СД, он посещал лекции в университете и пытался завершить прерванное обучение, получив докторскую степень. 11 ноября 1938 года получил звание унтерштурмфюрера СС. 20 апреля 1940 был произведён в оберштурмфюреры СС.
С июля по декабрь 1940 года состоял в айнзацкоманде полиции безопасности в Мюльхаузене. С июня по октябрь 1941 состоял в айнзацкоманде 2 и штабе айнзацгруппы A. С июля по сентябрь 1941 был начальником отдела СД в ведомстве командира полиции безопасности и СД в Латвии. В качестве командира части айнзацкоманды 2 участвовал в расстрелах евреев в Либаве и Вентспилсе. Впоследствии вернулся в Берлин, изучал право и осенью 1942 сдал первый государственный экзамен по праву. После второго экзамена работал в правительстве города Лигниц. Осенью 1943 года, сдав последний экзамен, в качестве референта был переведён в полицию безопасности в Бреслау. Летом 1944 года стал исполняющим обязанности начальника гестапо в Троппау.
После окончания войны Грауэль пытался добраться до Западной Германии, но попал в советский плен, из которого ему удалось бежать. Затем временно проживал в Тюрингии у родственников и знакомых. Через пограничный транзитный лагерь Фридланд он добрался до Касселя, а оттуда — до своей семьи в Саарбрюккене. Грауэль жил под чужим именем до 1954 года. В Фёльклингене нашёл работу в компании Röchling SE & Co. KG и стал там директором отдела кадров. С 25 июня по 7 июля 1967 и с 28 июня по 14 июля 1971 находился в предварительном заключении. 14 октября 1971 года земельным судом Ганновера за пособничество в убийстве в двух случаях был приговорён к 6 годам заключения. 11 июня 1974 года в ходе кассационного производства приговор был утверждён федеральным верховным судом ФРГ. 9 декабря 1977 года был освобождён.